# Modèle de Diamond-Dybvig
Le modèle de Diamond–Dybvig est une théorie économique donnant un cadre aux paniques bancaires et aux crises économiques qui s'ensuivent. Publié en 1983 par les économistes Douglas Diamond et Philip Dybvig, le modèle permet de comprendre comment une institution possédant des actifs à maturité longue et des dettes à maturité courte peut être instable.

## Structure du modèle
Le modèle de Diamond–Dybvig repose sur le rôle d'intermédiaire joué par les banques entre des agents économiques. Hors période de crise, les banques agrègent les excédents de crédit et les redistribuent aux consommateurs de liquidités. Par exemple, des particuliers déposent leurs économies à la banque qui agrège ces flux pour ensuite prêter à des entreprises à des fins d'investissement. Pour une épargne non bloquée, les agents préteurs ont la liberté de retirer leur épargne dès qu'ils le souhaitent. De l'autre côté, les échéances de remboursement sont fixées à l'avance pour l'emprunteur. Ainsi dans certains cas, l'équilibre entre les dettes à maturité courte et les actifs à maturité longue peut être rompu : c'est la panique bancaire.

## Équilibre de Nash du modèle

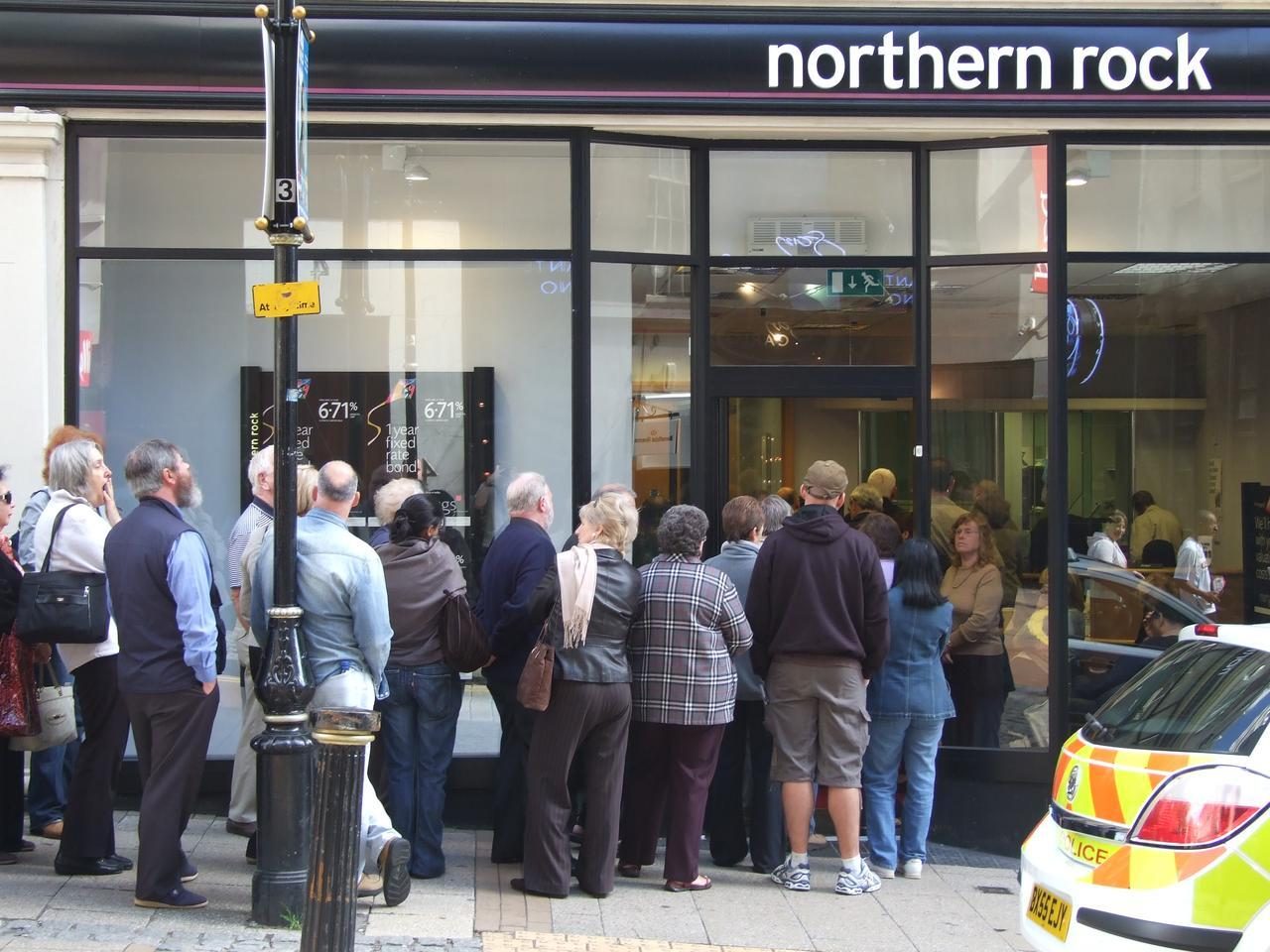
File d'attente devant la banque Northern Rock en 2007

Le retrait massif ou la conservation des dépôts par les épargnants constitue un jeu au sens de Nash : sur la base du contexte économique et de la santé de leur banque perçus :
- soit les épargnants estiment que leurs dépôts sont en sécurité et que les autres épargnants ne vont pas retirer leurs dépôts : ils ne retirent pas non plus leurs dépôts ;
- soit les épargnants estiment que leurs dépôts sont menacés par une faillite de leur banque et anticipent un retrait massif de leurs dépôts : ils retirent eux aussi leurs dépôts.

Le premier comportement est Pareto-optimal : la prophétie auto-réalisatrice n'a pas lieu, la banque ne fait pas faillite et les intérêts sont conservés par les épargnants.

## Impacts sur les équilibres et les politiques économiques

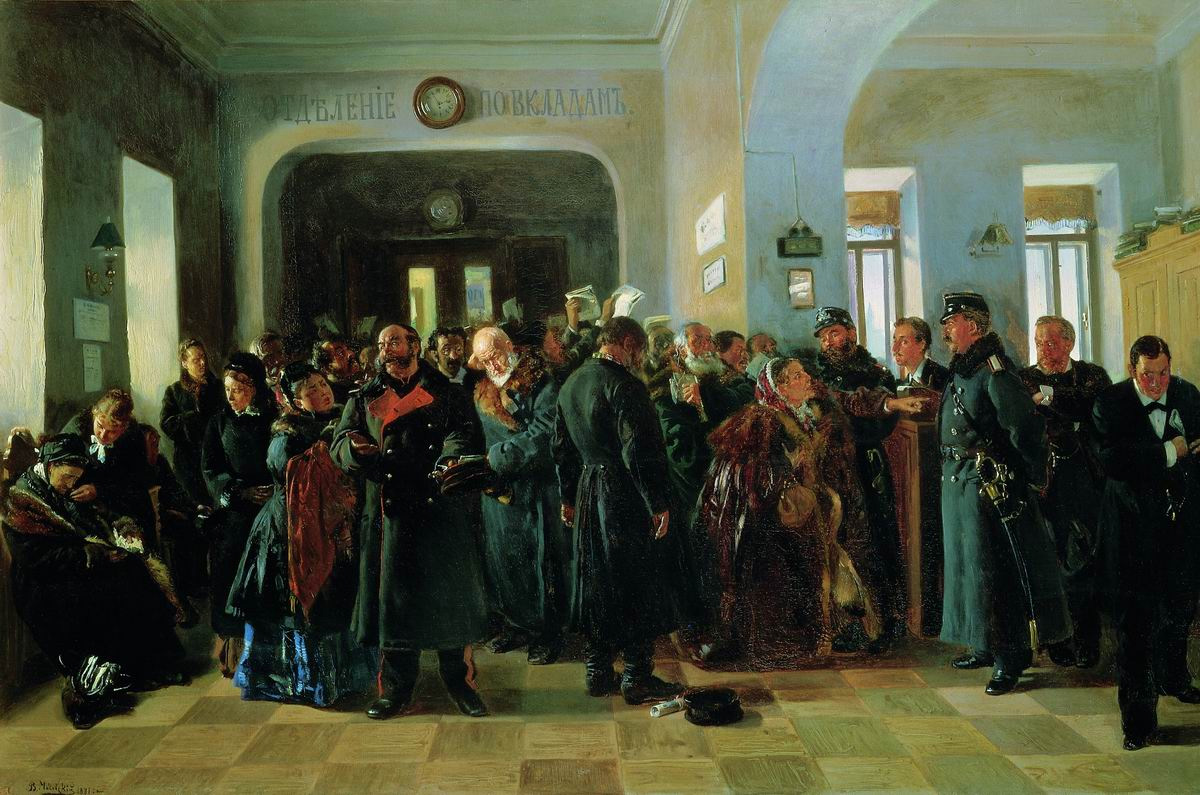
La Banqueroute (1881) de Vladimir Makovski

D'après la loi des grands nombres, le risque pour les banques de voir les épargnants se retirer en même temps est faible en temps normal. Comme les flux d'épargne et de désépargne des agents excédentaires se compensent en grande partie, les banques peuvent se permettre de posséder de faibles réserves de liquidité. Lors de crises économiques brutales, si les déposants décident concomitamment de retirer précipitamment leurs liquidités car ils ont perdu confiance dans l'établissement bancaire qui abritait leurs excédents, les banques n'auront pas les ressources pour honorer toutes les demandes de retrait et limitent leur montant : c'est la suspension de convertibilité. Les crises de confiance chez les épargnants étant plus rapides que l'adaptation des investissements au contexte économique des emprunteurs, les actifs à maturité longue ne sont plus couverts par des dettes à court terme.
Les auteurs du modèle estiment difficile de fixer une limite de retrait adaptée à la vie quotidienne des agents. Ils préfèrent à ce mécanisme la garantie des dépôts par le gouvernement ou la banque centrale de la zone économique : en deçà d'un certain montant, les sommes qui seraient perdues par les épargnants lors de la faillite d'un établissement bancaire sont sécurisées. Bien que ce mécanisme soit vertueux, cette sécurité peut s'avérer dangereuse si elle incite les agents économiques à réduire leur vigilance face au risque : c'est le concept d'aléa moral d'Adam Smith.